# Arroyo de la Muera
El arroyo de la Muera es un curso de agua del norte de la península ibérica. Afluente del río Omecillo, discurre por la provincia de Álava.

## Curso
Discurre por la provincia española de Álava. El arroyo nace de una fuente que se ha conocido como Ontana, en las inmediaciones y al este de la localidad de Salinas de Añana. De él se toman las aguas de las que luego se extrae la sal en el valle salado, antes de que acaben desembocando en el río Omecillo. Aparece descrito en el segundo volumen del Diccionario geográfico-estadístico-histórico de España y sus posesiones de Ultramar de Pascual Madoz, en la entrada correspondiente a la localidad que baña, con las siguientes palabras:

el arroyo mas notable es la Muera; nace al E., y á 800 pasos de la v., de la fuente Ontana. Este manantial, que se gradúa capaz de dar 70,000 fan. de sal prod. en el dia unas 50,000 en la temporada de julio á setiembre; su calidad es de la mejor por lo blanca y salubre; las eras en que se fabrica, son de distintos propietarios, y hasta el número de 5,000, entre las que se hallan 190 pertenecientes á la Nacion, y que en estos últimos años han estado abandonadas.
(Madoz, 1845, p. 351)

Las aguas del arroyo, perteneciente a la cuenca hidrográfica del Ebro, acaban vertidas en el mar Mediterráneo. El cauce del arroyo se rehabilitó en 2023.